# NGC 3738
NGC 3738是一個位於大熊座的矮星系，距離太陽約1200萬光年，屬於M81星系团的成員星系。

## 发现
天文学家威廉·赫歇尔（William Herschel）最早在1789年发现该星系。

NGC 3738由NASA / ESA哈勃太空望远镜首先捕捉到该星系的清晰影像。

## 位置
NGC 3738位于大熊星座内，距太阳约1200万光年，属于M81星系团。这个星系是天文学家威廉·赫歇尔（William Herschel）最早在1789年发现的，它是附近的一个蓝色紧凑型矮星的例子，这是最微弱的星爆星系。与大型旋涡星系相比，蓝色的紧凑型矮星较小-NGC 3738的宽度约为10,000光年，仅是银河系的十分之一。